# Liste der Kreisstraßen im Erzgebirgskreis

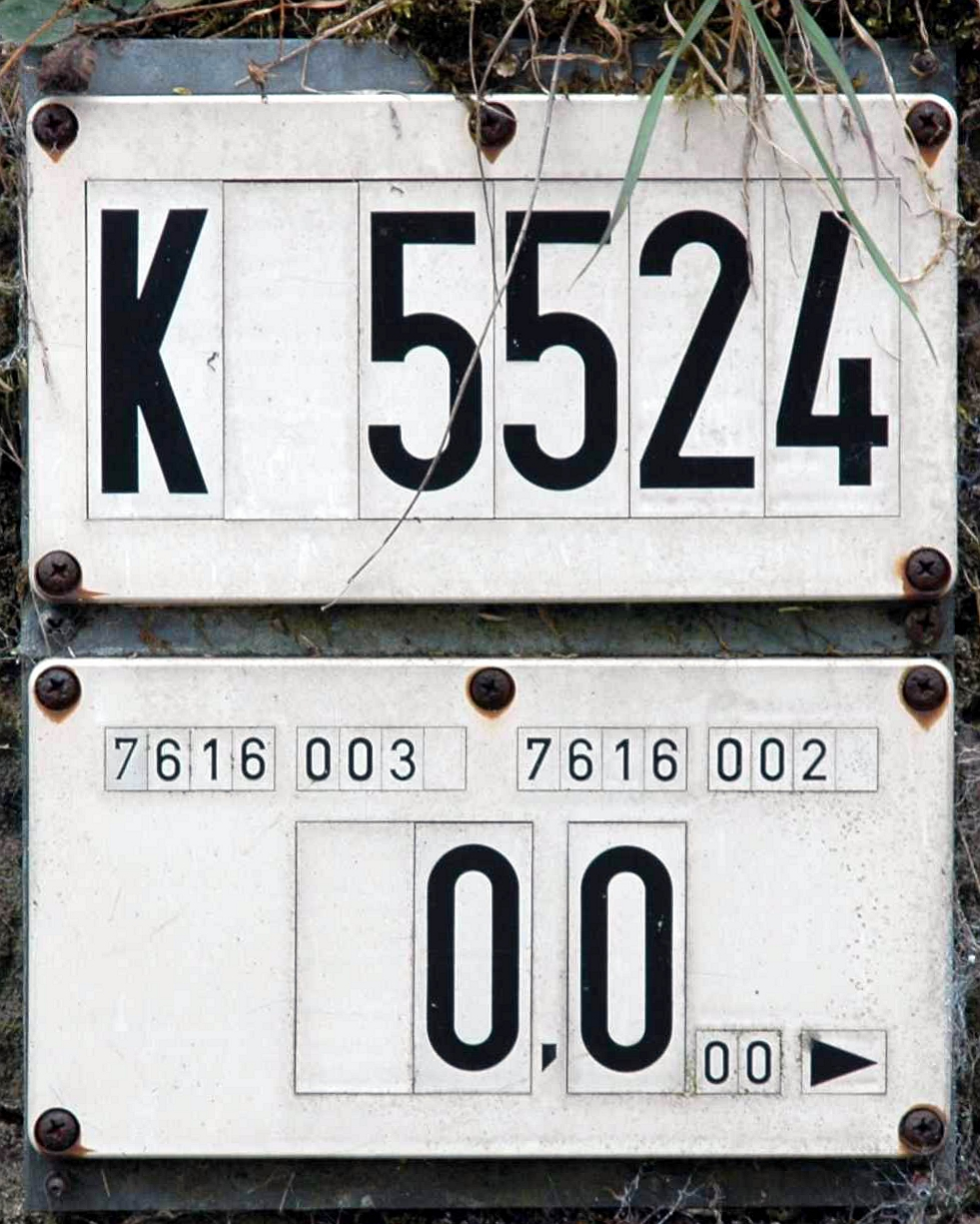
Stationszeichen

Die Liste der Kreisstraßen im Erzgebirgskreis ist eine Auflistung der Kreisstraßen im Erzgebirgskreis.

## Abkürzungen
- K: Kreisstraße
- S: Staatsstraße

## Listen
Die Kreisstraßen behalten die ihnen zugewiesene Nummer nicht bei einem Wechsel in einen anderen Landkreis oder in eine kreisfreie Stadt. Nicht vorhandene bzw. nicht nachgewiesene Kreisstraßen sind kursiv gekennzeichnet, ebenso Straßen und Straßenabschnitte, die unabhängig vom Grund (Herabstufung zu einer Gemeindestraße oder Höherstufung) keine Kreisstraßen mehr sind.
Der Straßenverlauf wird in der Regel von Nord nach Süd und von West nach Ost angegeben.

### AltkreisAnnaberg
| Nr.    | Verlauf |
| ------ | --- |
| K 7103 | K 8103 – S 218 in Arnsfeld |
| K 7104 | S 218 – K 8104 |
| K 7105 | S 230/S 232 in Wiltzsch – Gelenau/Erzgeb. – – K 8805 – … – K 8805 – S 233 – Jahnsbach – K 7170 – Greifenbachstauweiher – S 260 in Geyer |
| K 7106 | S 232 in Herold – K 8106 |
| K 7107 | S 262 in Plattenthal – K 7130 in Mildenau – K 8107                                                                                      |
| K 7110 | S 222 – Neundorf – S 261 |
| K 7111 | in Wiesa – S 261 in Wiesa |
| K 7112 | K 7130 in Mildenau – S 262 in Königswalde                                                                                               |
| K 7129 | S 265 – Grumbach – K 7130 – S 265 |
| K 7130 | K 7130 in Mildenau – S 218 – K 7112 – Neugrumbach – Grumbach – K 7129 – Jöhstadt – S 265 – Berghof – S 262 in Kühberg                   |
| K 7131 | S 266 in Cranzahl – |
| K 7132 | in Neu-Amerika – S 267 – Sehma – S 266 –                                                                                                |
| K 7170 | K 7105 – in Ehrenfriedersdorf |

### AltkreisMittlerer Erzgebirgskreis
| Nr.    | Verlauf |
| ------ | --- |
| K 8101 | (K 7701 im Landkreis Mittelsachsen) – Kreisgrenze – S 235 in Grünhainichen                                                                                       |
| K 8102 | (K 7702 im Landkreis Mittelsachsen) – Kreisgrenze – S 235 in Borstendorf                                                                                         |
| K 8103 | S 221 in Großrückerswalde – Schindelbach – K 8115 – Niederschmiedeberg – Großrückerswalde Gemeindegrenze – K 7103                                                |
| K 8104 | K 7104 – Satzung – Neue Welt – S 218 |
| K 8106 | K 7106 – S 229 in Drebach |
| K 8107 | K 8115 – Streckewalde – Großrückerswalde Gemeindegrenze – K 7107                                                                                                 |
| K 8108 | (K 7708 im Landkreis Mittelsachsen) – Kreisgrenze – Lippersdorf – K 8110 – Kreisgrenze – (K 7708 im Landkreis Mittelsachsen) – Kreisgrenze – K 8113 in Haselbach |
| K 8109 | (K 7709 im Landkreis Mittelsachsen) – Kreisgrenze – Kurort Seiffen/Erzgeb. – S 213 – Oberseiffenbach – S 214 in Deutschneudorf                                   |
| K 8110 | S 223 in Lengefeld – Rauenstein – K 8111 in Rauenstein – Reifland – Lippersdorf – K 8112 – K 8108                                                                |
| K 8111 | S 223 in Wünschendorf – K 8110 in Rauenstein |
| K 8112 | K 8110 in Lippersdorf – Forchheim – K 8113 – Wernsdorf – K 8114 – Nennigmühle – S 223 – Sorgau – in Zöblitz                                                      |
| K 8113 | in Forchheim – Haselbach – K 8108 – Dörnthal – S 215 – S 207 |
| K 8114 | – K 8112 in Wernsdorf |
| K 8115 | in Schönbrunn – K 8107 – Boden – Niederschmiedeberg – K 8103 – K 8116 – S 218 in Steinbach                                                                       |
| K 8116 | K 8150 – K 8115 (Eisenstraße) |
| K 8130 | in Marienberg – Dörfel – Gebirge – Pobershau – in Hüttengrund |
| K 8131 | – Lauta – Lauterbach – S 225 – Niederlauterstein – S 224 in Rittersberg                                                                                          |
| K 8150 | – Großolbersdorf – K 8170 – Warmbad – Gehringswalde – – K 8151 – Wolkenstein – S 221 in Großrückerswalde                                                         |
| K 8151 | in Wolkenstein – |
| K 8170 | S 228 in Scharfenstein – Großolbersdorf – K 8150 – |
| K 8171 | S 232 in Spinnerei – Venusberg – S 230 – S 229 |
| K 8172 | S 228/S 235 in Zschopenthal – Krumhermersdorf – K 8174 – S 227                                                                                                   |
| K 8173 | in Dittmannsdorf – Witzschdorf – S 235 – Gornau/Erzgeb. – Zschopau – S 228 – K 8174 – Ganshäuser – in Hohndorf                                                   |
| K 8174 | S 232 in Weißbach – K 8175 – K 8176 – Vorderschlößchen – Zschopau – S 228 – K 8173 – K 8172 in Krumhermersdorf                                                   |
| K 8175 | K 8174 in Weißbach – K 8176 – Wilischthal – S 231 |
| K 8176 | K 8174 in Vorderschlößchen – Schlößchen – K 8175 in Wilischthal                                                                                                  |

### AltkreisStollberg
| Nr.    | Verlauf |
| ------ | --- |
| K 8801 | S 283 in Raum – Beutha – K 8850 – K 9101 (bis Beutha jetzt K 8850) |
| K 8803 | (K 6151 in Chemnitz) – Kreisgrenze – Leukersdorf – K 8804 – S 258 – Jahnsdorf/Erzgeb. – K 8813 – K 8806 – in Meinersdorf |
| K 8804 | (K 7304 im Landkreis Zwickau) – Kreisgrenze – Ursprung – S 246 – K 8803 in Leukersdorf |
| K 8805 | K 7105 – S 259 – Auerbach – K 8830 – K 7105 |
| K 8806 | S 255 – Kreisgrenze – (K 9306 und K 7306 im Landkreis Zwickau) – Kreisgrenze – Hohndorf – S 256 – Kreisgrenze – (K 7306 im Landkreis Zwickau) – Kreisgrenze – Erlbach-Kirchberg – K 8870 – S 246 – Seifersdorf – Pfaffenhain – S 258 – K 8803 in Jahnsdorf/Erzgeb. |
| K 8807 | (K 7307 im Landkreis Zwickau) – Kreisgrenze – /S 246 in Lugau |
| K 8809 | S 256 in Niederwürschnitz – Oberwürschnitz – K 8851 – Neuwürschnitz – K 8852 – Kreisgrenze – (K 7309 im Landkreis Zwickau) |
| K 8811 | S 239 in Neukirchen/Erzgeb. – K 8813 in Adorf/Erzgeb. |
| K 8812 | (K 6112 in Chemnitz) – Kreisgrenze – Eibenberg – K 8815 – in Kemtau |
| K 8813 | K 8803 in Jahnsdorf/Erzgeb. – K 8811 – Adorf/Erzgeb. – in Burkhardtsdorf |
| K 8814 | S 257 – K 8803 in Jahnsdorf/Erzgeb. (jetzt K 8806) |
| K 8815 | (K 6115 in Chemnitz) – Kreisgrenze – Eibenberg – K 8812 – Kreisgrenze – (K 6115 in Chemnitz) |
| K 8830 | S 259 in Gornsdorf – Hormersdorf – S 233 – K 8805 in Auerbach |
| K 8831 | S 258 – Brünlos – S 257 |
| K 8832 | Lenkersdorf – S 283 in Zwönitz |
| K 8850 | S 283 in Raum – Beutha – Oberdorf – Mitteldorf – |
| K 8851 | S 246/S 256 in Neuoelsnitz – Oberwürschnitz – K 8809 – / |
| K 8852 | S 246 in Oelsnitz/Erzgeb. – Waldesruh – Neuwiese – K 8809 in Neuwürschnitz |
| K 8870 | K 8806 in Erlbach-Kirchberg – in Lugau |

### AltkreisAue-Schwarzenberg
| Nr.    | Verlauf |
| ------ | --- |
| K 9101 | K 8801 – Grüna – S 283 |
| K 9106 | (K 9306 im Landkreis Zwickau) – Kreisgrenze – Schneeberg – K 9109                                                                  |
| K 9107 | (K 9307 im Landkreis Zwickau) – Kreisgrenze – Lichtenau – Hundshübel – … – – Neidhardtsthal – in Wolfsgrün                         |
| K 9109 | (K 9309 im Landkreis Zwickau) – Kreisgrenze – Wildbach – K 9106 – Schneeberg – in Bad Schlema                                      |
| K 9111 | S 222 in Bernsbach – K 9112 – S 270 in Beierfeld                                                                                   |
| K 9112 | in Lauter – K 9111 in Bernsbach |
| K 9113 | S 222 – Waschleithe – S 269 – Langenberg – /S 271 in Raschau                                                                       |
| K 9115 | (K 9315 im Landkreis Zwickau) – Kreisgrenze – Bad Schlema – in Aue                                                                 |
| K 9130 | S 274 in Heide – Bermsgrün – Erla – S 272 – Crandorf – K 9131 – K 9133 in Breitenbrunn/Erzgeb.                                     |
| K 9131 | K 9130 in Crandorf – S 271 in Oberglobenstein                                                                                      |
| K 9132 | S 274 – S 272 in Antonsthal |
| K 9133 | S 274 – Zschorlau – K 9170 – Albernau – Bockau – S 274 – Carolathal – S 272 – Breitenbrunn/Erzgeb. – K 9130 – S 274 in Rittersgrün |
| K 9150 | S 276 – Weitersglashütte |
| K 9170 | – S 274 – Zschorlau – K 9133 – Neudörfel – in Aue                                                                                  |

## Belege
1. ↑  Ortsübliche Bekanntmachung über die Abstufung einer Kreisstraße zur Ortsstraße: Abstufung der K 7111 zwischen NK 5343 058 und NK 5344 010 zur Ortsstraße in Baulast der Gemeinde Thermalbad Wiesenbad. In: Amtsblatt der Gemeinde Thermalbad Wiesenbad, Ausgabe 10/2011 (Memento des Originals vom 20. November 2016 im Internet Archive)  Info: Der Archivlink wurde automatisch eingesetzt und noch nicht geprüft. Bitte prüfe Original- und Archivlink gemäß Anleitung und entferne dann diesen Hinweis., S. 4
2. ↑  Beschluss Nr. GR/063/11. In: Amtsblatt der Gemeinde Thermalbad Wiesenbad, Ausgabe 9/2011 (Memento des Originals vom 20. November 2016 im Internet Archive)  Info: Der Archivlink wurde automatisch eingesetzt und noch nicht geprüft. Bitte prüfe Original- und Archivlink gemäß Anleitung und entferne dann diesen Hinweis., S. 5